# 전성군 (1545년)
전성부원군 이준(全城府院君 李準, 1545∼1624)은 조선 왕족이며, 자는 평숙(平叔), 호는 뇌진재(懶眞齋)·서파(西坡)·삼귀(三鬼)이고 시호(諡)는 숙헌(肅憲)이다.
조선중기의 문신으로 승정원도승지왕명출납·국왕비서관로서 정여립(鄭汝立)의 모반사건을 치죄한 공으로 평난공신(平難功臣) 2등으로 책록되어 전성군(全城君)으로 봉군되고, 임진왜란 시기에는 삼도순찰사(三道巡察使)·운향사(運餉使:전쟁물자 보급책임자)로서 공이있어 선무일등공신(宣武一等功臣)에 책록되었으나 이미 과거에 평난공신으로 책록되었던 적이 있어 도리가 아니라하고는 이를 사양하였다. 광해군 시기에 대북파(북인)가 정사를 어지럽히자 광해군 10년(1618) 선조대왕인목대비 폐비 사건 이후 대북파(북인)와 결별하고 자제들과 함께 은퇴하였다. 사후 부원군(府院君)과 의정부 영의정(贈大匡輔國崇祿大夫議政府領議政)으로 추증되었다. 본관은 전주(全州)이고, 자녀는 4남 5녀를 두었다.

## 생애
조선 제2대왕 정종(定宗)의 열째 왕자인 덕천군(德泉君)의 곤손(昆孫:6대)이다. 천성이 관후(寬厚)하며 몸 가지는 태도가 단아(端雅)하고 심정(沈靜)하고 언행이 느긋하며, 총명과 지혜가 뛰어나 문예(文藝)가 풍성하여 출중한 일이 많았다.
선조 1년(1568)에 증광시(增廣試) 병과에 급제한 뒤 주서·정언을 거쳐 선조 14년(1581) 헌납이 되고 이어 진주목사·의주목사 등을 역임하였다. 선조 22년(1589)에 정여립(鄭汝立)의 모반사건이 일어나자 승정원의 도승지로서 치죄하라는 선조대왕의 어명(御命)을 받았으며 이듬해 추충분의협책평난공신(推忠奮義協策平難功臣) 2등에 책록되어 전성군(全城君)에 봉해진 뒤에는 한성부판윤(제350대)·이조·병조·형조·공조 등 4조의 참판·판서를 지냈으며, 의정부 좌·우참찬을 거쳐 기로소(耆老所) 당상을 지냈으며, 명나라 사신으로도 수차례 왕래하였다. (정7품 하급관리에서 시작하여 정2품 구경(九卿)을 역임후 명나라사신 및 기로소당상과 사후에는 의정부영의정에 추증됨, 즉, 청관현직을 두루 역임하였음)

### 임진왜란 전후(前後)
선조 25년(1592)에 임진왜란이 일어나 명군(明軍→이여송)이 평안도에 당도하자 군량미조달(軍糧米調達)이 큰 문제였는데 당시 영의정인 서애 유성룡이 수년전 황해도, 평안도 양도의 안핵사(按覈使)로서 치적과 기량을 잘 알기 때문에 이를 해결할 가장 적임임을 역주(力奏)하였다. 이때 모친상을 당하여 적성 신산리(積城 莘山里)에서 시묘(侍墓)중인 공에게 전지(傳旨)를 내려, 삼도순찰사(三道巡察使)로서 소명(召命)을 받고 행재소(行在所)인 평안도 의주(義州)로가서 그 임무(역참(驛站)과 군량의 조달 등)를 담당하였다.
군량미 조달 문제는 공(公)이 임진왜란이 일어날 것을 미리 예지하고 안핵사로 관서지방을 다닐 때 평안도 안주(安州) 칠보사(七寶寺)의 승려 혜련대사(惠蓮大師)를 만나 시(詩)로써 수창(酬昌)하고 10년 뒤에 쓸 군량미를 준비케 한바 있어, 임진왜란 발발 후 공이 운량사(運糧使)가 되어 명군의 군량미로 백미 6,000석과 소 20두, 장(醬,된장) 수십 옹(甕,항아리)을 적시에 댐으로서 수완을 발휘하여 대첩(大捷)을 이루게하니 명나라 장수인 이여송(李如松)이 공의 손을 잡고 찬탄하였다. 이로 인해 선조 38년(乙巳, 1605)에 효충장의협력선무일등(效忠仗毅協力宣武一等)으로 녹훈(錄勳) 되었으나 공은 신하로서 재차 녹훈됨은 도리가 아니라하고는 이를 사양했다고 한다.(→在名臣錄․行狀)
| 전성군(全城君)과 스님 혜련(惠蓮)과의 화답시(和答詩) | 전성군(全城君)과 스님 혜련(惠蓮)과의 화답시(和答詩) |
| --- | --- |
| 道骨仙風水月精 沙門爭仰大師名 身居蓮萼曇雲擁 頭放瑪珠慧月明 西佛有靈應待我 南溟笑看黙通情 中宵片語知心諾 十載留期更把觥 승려(道人)의 외관(骨格)은 신선(神仙)의 풍채이고 수월(水月)의 맑은 정기이니, 사문(승려)들이 다투어 대사(大師)를 우러러보는구나, 몸은 연꽃(蓮花)에 있고 구름이 옹위하여, 머리는 마놋빛(瑪珠)의 지혜로움과 달의 총명함을 본떳도다. 서쪽 부처가 영혼이 있으면 응당 나를 기다릴 것이요, 남녘 아득한 미소(南溟笑)가 잔잔한 정을 통하는 것을 보리라. 밤중의 한마디 말을 마음에 두고 승낙하니, 十載(십년) 기약을 머무르고 다시 술잔을 잡네. <전성군 이준> | 沙界忽光客宿情 西關近日震公名 心縣邦國艮籌運 氣稟山河達識明 貧道河知天地數 開襟無限水運情 臨分南望前未笑 曉月頻斟拜別觥 절간(沙界)에 갑작스레 나그네(客宿)의 깊은 정으로 빛나고, 관서(西關)에 근일 공(公)의 이름이 진동하는구나. 뜻을 나라에 두었으니 좋은 계교 움직이고, 기운은 조선(山河)의 정기를 타고나서 총명함에 이르렀구나. 못난 중이 어찌 하늘과 땅(天地)의 운수를 알겠는가, 마음을 열으니 운정이 끝이 없구나. 헤어질 즈음에 남녘을 바라보며 미리 미소짓고, 새벽녘까지 술을 따르며 술잔에 자꾸 절을 하는구나. <칠보사 혜련스님> |
| 이 시(詩)는 임진왜란이 있을 것을 미리 10년 전에 예견하고 승려 혜련(惠蓮)과 수작하고 화답(和答)할 때에 10년 뒤에 곡식을 운반할 자료를 예비해서 중의 쾌락을 얻었기 때문에 글의 구절에서 말한 것이다. 임진년 모친상으로 시묘중인 공은 선조의 부름을 받고 운량사(運糧使)로 나아가서 관서지방(西關)에 도착하자, 혜련대사는 이미 10년 전에 부탁받은 것을 준비해 놓고 기다리고 있었다고 한다. | |

### 대북(북인)의 난정(難政)과 은퇴
선조 33년(1600)에 대사간을 지낼 때 소북파(북인) 병조판서 홍여순(洪汝諄)의 일파로 몰려 한때 파직되기도하였다. 그 후 경주부윤·공조판서·개성유수(留守)·좌참찬에 이르렀다.
선조 41년(1608)에 선조대왕이 갑자기 승하한 이후, 조선 제15대왕 광해군은 대북(북인)의 지지를 얻어 즉위하였다. 이시기는 대북파(북인)가 정사를 주도하였던 시기로 이이첨(李爾瞻), 정인홍(鄭仁弘), 허균(許筠) 등이 소북파(북인)의 지지를 받은 영창대군, 외조부 김제남(인목대비의 생부)을 유배·사사·부관참시를 하고, 광해군 10년(1618)에 인목대비선조대왕(仁穆大妃: 영창대군의 생모)를 유폐(→인목대비 폐비 사건)하는 등 정사를 어지럽히자 공(公)은 대북파(북인)와 결별하고 벼슬을 버리고 은퇴하여 두문사객(杜門辭客)으로 생활하였다. 이때 공의 자제들 모두가 벼슬을 버리고 함께 은퇴하였으며, 대북파(북인)의 인물은 일절 접근을 금지하였고, 남인(南人) 오리정승 이원익(李元翼) 등과 교류하였다. 대북파(북인)의 한찬남(韓纘男), 이이첨(李爾瞻)등이 사람을 보내 출사를 권하였으나 병을 핑계로 취임하지 않았다.
| 발생시기    | 서력 | 사건개요 |
| ----------- | ---- | --- |
| 선조 41년   | 1608 | 선조대왕이 갑작스레 승하함. - 조선 제15대왕 광해군 즉위, 대북파(북인) 지지. - 중립외교 실시 - 새로운 조세제도인 대동법시행 (충청·전라도) - 찬성파 - 이원익(남인계열)·김육(서인:한당계열) - 반대파 - 김집·송시열(서인:산당계열) - 당시 소북파(북인) 영의정 유영경(柳永慶)·병조판서 홍여순(洪汝諄) 등이 사사·유배됨.                                                                                                |
| 광해군 3년  | 1611 | 영창대군 (適子: 선조대왕의 유일한 적자)을 대군(大君)으로 봉군(封君). |
| 광해군 5년  | 1613 | 계축옥사 발생. - 대북파(북인) → 정권을 장악함. (조식(曺植) 계열: 영남학파) - 칠서의 변 사건의 주동자에게 소북파(북인)의 지시(역모모의)라는 허위자백을 얻어낸 정치조작 사건. - 영창대군 → 폐서인 및 강화도 유배됨. - 영창대군의 외조부 → 연흥부원군(延興府院君) 김제남(金悌男)과 외삼촌 세명이 사사됨. - 서인과 남인세력이 몰락 - 대표인물: 이원익(李元翼)·유성룡(柳成龍)·신흠(申欽)·이항복(李恒福)·이덕형(李德馨) |
| 광해군 6년  | 1614 | 영창대군 사망 (당시 9세) - 이이첨(李爾瞻)의 사주를 받은 강화부사 정항(鄭沆)에게 피살 |
| 광해군 10년 | 1618 | 인목대비 폐비 사건 발생. - 계축옥사를 빌미로 인목대비(영창대군의 생모)를 폐서인 및 서궁(西宮)에 감금, 유폐함. - 전성군은 대북파(북인)와 결별후 자제들과 함께 은퇴함. |
| 광해군 15년 | 1623 | 인조반정 발생. - 조선 제16대왕 인조대왕 즉위, 서인의 지지. - 친명정책 실시. - 광해군 폐위 및 강화도(→ 제주도) 유배. - 대북파(북인) 정권은 서인과 남인에 의해 정죄(定罪)되어 숙청당함. |

### 인조반정 이후(以後)
광해군 15년(1623)에 이서(李曙), 이귀(李貴), 김류(金瑬) 등 서인일파가 대북파(大北派)를 몰아내고 능양군(綾陽君 倧→조선 제16대왕 인조대왕)을 왕으로 세운 인조반정사건이 일어나자 계축옥사와 인목대비의 유폐를 주도했던 대북의 주요 인사들은 숙청되었고, 이후 인조대왕의 수차례 소명(召命:호출)이 있었으나 끝내 사양하면서 “구군(舊君광해군)을 죽이지 마옵소서”하고 우와불기(牛臥不起)하였다.
훈신 김류(金瑬)를 통하여 인조대왕의 친지(親旨)를 받고 입조(入朝)하여 “노신(老臣)은 이미 늙고 정기가 혼미(年老精昏)하여 성지(聖旨)를 감당할 수 없습니다.” 라고 상언하고 취임치 않았으나 인조대왕이 윤허하지 않자 다시 사양하고 두문불출하다가 인조반정이 일어난 이듬해인 인조 2년(1624) 음력 4월 28일 운명하였다.

### 사후
인조대왕이 부음을 듣고 애도하며, 제문을 짓게 하여 예조좌랑 홍호(洪鎬)를 보내어 치제(致祭:제사)하게하고, 예장(禮葬장례)을 특별히 명하였으며(→승정원정원일기(政院日記)에 기록), 평난공신때 사패지(賜牌地:세습토지)인 적성 남면 신산리(積城 南面 莘山里, 현재 양주시 남면 신산리 1번지)에 부친 완계부원군 이유정의 묘 아래에 장사지냈다. 의정부 영의정에 추증 및 부원군(府院君)으로 추봉되었으며 시호(諡)는 숙헌(肅憲)으로 제수받았다. 묘역은 경기도의 기념물 제120호 《이준선생묘》로, 영정(影幀)은 경기도의 문화재자료 제81호 《전성부원군이준선생영정》로 지정되어 있다.

### 묘지석
월두형(달모양) 비신(비석)의 묘표는 6.25 동란으로 크게 훼손되기는 했으나
贈領(議政)증 영(의정)行平難功臣崇(祿大夫)행 평난공신 숭(록대부)議政府左參贊의정부좌참찬全城君李公準之墓전성군이공준지묘

라고 씌여 있어 좌참찬을 지낸 전성부원군 이준의 묘소임을 알 수 있다. 봉분 우측에는 1961년 후손들이 다시 세운 묘비가 놓여 있는데 앞면에는
贈大匡輔國崇祿大夫증 대광보국숭록대부議政府領議政의정부영의정諡肅憲시 숙헌全城府院君전성부원군行推忠奮義炳幾恊策平難功臣행 추충분의병기협책평난공신崇祿大夫숭록대부議政府左參贊의정부좌참찬全城君全州李公準之墓전성군전주리공준지묘

라고 되어 있다.
묘비 앞면에는 평난공신 1등에 해당되는 추충분의병기협책평난공신(推忠奮義炳幾恊策平難功臣)이라는 문구가 새겨져 있는데 공은 평난공신 2등이었기에 병기(炳幾)를 빼고 추충분의협책평난공신(推忠奮義恊策平難功臣)이라고 새겨야 한다는 주장도 있다. 계배 여산송씨의 묘소는 공의 묘역 아래쪽에 따로 조성되어 있는데 묘역에는 묘표, 혼유석, 상석, 향로석, 장명등, 석양, 동자석, 망주석, 문인석 등의 석물들이 모두 갖추어져 있고 묘표 앞면에는 貞敬夫人정경부인礪山宋氏之墓여산송씨지묘라고 되어 있다.

## 가계
- 할아버지: 이억손(李億孫)
- 부 : 완계부원군(完溪府院君) 이유정(李惟貞)
- 모 : 정경부인(貞敬夫人) 안동 김씨 - 별좌(別坐) 김기서(金麒瑞)의 딸
  - 형 : 이응(李凝)
  - 형 : 이반(李泮)
  - 형 : 이충(李沖)
  - 정부인 : 청주 경씨 - 현감 경시형(時衡)의 딸
    - 장녀 : 전주 이씨(1570 ~ ?) - 신평 이씨 이언경(李彦慶)의 처
    - 장남 : 이정익(李廷益, 1571 ~ ?)

  - 계부인 : 여산 송씨 - 병사 송중기(重器)의 딸
    - 차녀 : 전주 이씨(1579 ~ ?) - 평양 조씨 참의(參議) 조경진(趙景禛)의 처
    - 3녀 : 전주 이씨(1582 ~ ?) - 해평 윤씨 군수(郡守) 윤제(尹璾)의 처
    - 차남 : 이공익(李公益, 1588 ~ ?)
    - 3남 : 이방익(李邦益, 1590 ~ ?) → 인조반정 참여
      - 손자 : 이덕주(李德周)

    - 4녀 : 전주 이씨(1598 ~ ?) - 강릉 김씨 현역(監役) 김윤종(金胤宗)의 처
    - 5녀 : 전주 이씨(1600 ~ ?) - 해평 윤씨 현감(縣監) 윤창수(尹昌壽)의 처
    - 4남 : 이성익(李盛益, 1604 ~ ?)

## 문화재 복원노력
| “ | 선생은 고금에 드문 명상(名相)이요 충신이며 청백리요 일사(逸士)이다. 80세를 사는 동안 모든 청관현직을 두루 역임 하면서 유저(遺著)와 유물(遺物)도 많았으나 여러 번의 병화(兵禍)와 서재(書齋)인 종손가의 화재로 문집(三槐集)과 백헌 이경석(白軒 李景奭)이 지은 신도비명초(神道碑銘抄), 오리 이원익(梧里 李元翼)이 지은 행장초(行狀抄), 상촌 신흠(象村 申欽)이 지은 묘지명초(墓地銘抄) 그리고 기타 수품(手品) 유사(遺事)가 전했으나 모두 불타 없어지고, 지금은 부군의 예장(禮葬)시에 내린 인조대왕의 치제문을 비롯하여 이원익(李元翼), 이수광(李睟光), 이성구(李聖求), 이경여(李敬與), 이경석(李景奭)등을 비롯한 여러 종친 명현과 이정구(李廷龜), 이호민(李好閔), 윤황(尹煌), 서성(徐渻), 신흠(申欽) 등 많은 타 성씨 고관들께서 공의 서거를 애도한 제문(祭文), 만장(輓章), 조시(弔詩) 등 약간의 문장이 남아 전할 뿐이다. 그 후 증손자인 현감 이찬(李纂)이 지은 묘지명, 8대손 홍문관교리 이명윤(李命允)이 지은 행장, 가선대부(嘉善大夫) 경연참찬관 시강관(經筵參贊官 侍講官) 원임 규장각(原任 奎章閣) 연안(延安) 이병관(李炳觀)이 지은 신도비명(神道碑銘)을 갖추게 되었다. 그간 6․25사변 등으로 파괴되고 소실된 재실과 별묘를 부분적 보수는 있었으나 종재가 없어 방치상태이던 것을 1988년도에 12대손 만성공(晩醒公 李麒周)께서 70세 노구에도 불고하고 노심초사(勞心焦思) 필생의 사업으로 부군(府君)의 종가와 재실(齋室:三槐亭)과 별묘(別廟)를 정화중수하는 한편, 부군에 관계되는 각종의 기록을 경향각지에서 추적하고 발굴하여 수집한 자료를 모아 행장(行狀), 신도비명(神道碑銘), 교유서(敎諭書), 일사(逸事), 치제문(致祭文), 만장(輓章) 등으로 나누어 편집하고 쉽게 번역하여 《전성부원군유사(全城府院君遺事)》라고 명명하여 책자를 발간하게 되었다. 더욱이 만성공(晩醒公)은 사회의 황폐화와 시대의 변천과 도덕적 정신해이, 그리고 선대의 유적보존등을 걱정하여 1989.12.29.일에 부군의 묘역과 영정(影幀)을 주위의 아무 도움 없이 혼자의 노력으로 경기도 지방문화재로 지정 받음으로서 위선사업(爲先事業)을 매듭지었으니 모름지기 전성부원군 별묘와 재실의 중건과 묘역과 영정등을 문화재로 지정 선양한 것은 만성공의 위선지심(爲先之心)과 보본지로(報本之勞)의 결정(結晶)이라 아니할 수 없다. | ” |
|   | — 성간(星軒) 이용규(李鎔奎) |   |

## 관련 서적
- 삼귀집(三鬼集, 전성군 이준): 전해지지 않음
- 인조대왕의 치제문(仁祖大王 致祭文, 인조)
- 전성부원군유사(全城府院君遺事, 만성공(晩醒公) 이기주(李麒周))

## 같이 보기
- 덕천군파
- 후릉(厚陵: 정종과 정안왕후), 황해남도 개풍군 흥교리(興敎): 북위 37° 50′ 1.017″ 동경 126° 32′ 3.1488″ / 북위 37.83361583°  동경 126.534208000°
- 덕천군 묘역, 충청남도 문화재자료 제6호, 북위 36° 33′ 6″ 동경 127° 11′ 34″ / 북위 36.55167°  동경 127.19278°
- 신종군 묘역, 성남시 향토유적 제8호, 북위 37° 22′ 55″ 동경 127° 2′ 47″ / 북위 37.38194°  동경 127.04639°
- 완성군 묘역, 서울시 기념물 제17호, 북위 37° 30′ 21″ 동경 126° 57′ 50″ / 북위 37.50583°  동경 126.96389° 
  - 역내 차남 상산군 이계보, 장손 이억손 묘소
- 전성부원군이준선생영정, 경기도 문화재자료 제81호,
- 전성군 묘역, 경기도 문화재자료 제120호, 북위 37° 54′ 10″ 동경 126° 58′ 39″ / 북위 37.90278°  동경 126.97750° 
  - 역내 부친 완계부원군 이유정, 아들 이정익, 이공익, 이방익 묘소
- 이헌길(李獻吉), 몽수(夢叟) 선생 (전염병 천연두와 홍역 치료의 권위자)
- 이은찬(李殷瓚), 문숙공 (십삼도창의군을 조직한 의병장)
- 비변사등록 부 의정부등록(備邊司謄錄 附 議政府謄錄)

## 참고
1. 1 2 3  
평난공신, 1589년(선조 22)에 발발한 정여립(鄭汝立)의 난(기축옥사, 己丑獄事)을 평정하는 데 공을 세운 신료들에게 내린 勳號로, 이듬해인 1590년(선조 23) 8월에 책록되었다.
2. ↑  순찰사, 조선 시대 순찰사는 전시(戰時)에 지방에 파견되어 군무(軍務)를 살피던 임시직으로, 평시에는 대개 그 지방의 병권을 가지고 있던 행정관(관찰사:정2품)이 겸임하였다.
3. ↑  육조판서(육경)와 의정부 좌·우참찬(參贊)과 한성부판윤(漢城府判尹)을 포함해 이르던 말.(정2품)
4. 1 2  
안핵사, 조선 후기 지방에 사건이 생겼을 때 사건을 수습하기 위해 파견한 임시관직.
5. ↑  행재소(行在所), 왕이 상주하는 궁궐을 떠나 멀리 거둥할 때 임시로 머무르는 별궁(別宮). 행궁(行宮) 또는 이궁(離宮)이라고도 한다.
6. ↑  관서지방, 현재의 평양직할시, 평안남도, 평안북도, 자강도 일대.
7. ↑  전쟁물자(군량미,소모품등) 조달 책임자.
8. 1 2  
선무공신, 임진왜란(1592) 때 武功을 세웠거나 明나라에 병양주청사(兵糧奏請使)로 가서 성과를 거둔 문무 관원에게 내린 勳號이다. 1604년(선조 37) 8~10월에 호성공신(扈聖功臣), 청난공신(淸難功臣)과 더불어 결정되었는데, 총 18명을 3등으로 구분하여 포상하였다.
9. ↑    - 선조대왕으로부터 두 번 공신(평난공신, 선무공신)으로 녹훈됨
10. ↑    - 마노색(瑪瑙色), 마노(瑪瑙)의 빛깔같이 광택이 있는 적갈색.
11. ↑    - 조선의 왕족이란 의미
12. ↑    - 광해군 즉위년도, 1608년
13. ↑    - 두문동(杜門洞), 고려말기 신진사대부(조선태조 이성계, 정도전 등)의 조선건국에 반대한 고려의 유학자(성리학자)들이 피신해있던 장소, 대표인물: 이색, 황희 등
14. ↑    - 조호익, 성혼, 윤두수, 윤근수, 김장생, 김상헌의 제자
15. ↑    - 서인:한당 - 한성에 거주하는 서인
16. ↑    - 사계 김장생의 아들, 율곡 이이의 사위이며 서인의 지도자로서 대동법의 시행을 강력히 반대함
17. ↑    - 사계 김장생의 제자로서 서인이 노론과 소론으로 분당되었을 때 노론의 지도자가 됨.
18. ↑    - 서인:산당 - 연산(連山:논산), 회덕(대전 대덕구)에 거주하는 서인
19. ↑    - 유일(遺逸:천거)출신으로서 남인지도자 퇴계 이황과는 원만한 관계였으나 현실과 실천을 중요시하여 나중에는 퇴계를 비판함. 제자중 일부는 임진왜란때의 의병장이 되었음.
20. ↑    - 허균#계축옥사 전후 사건참고
21. ↑    - 광해군일기, 광해 75권, 광해군 6년(1614 갑인 / 명 만력(萬曆) 42년) 2월 10일(임진) 2번째기사
22. ↑    - 인조대왕 즉위년도, 1623년
23. 1 2  사패지(賜牌地)란 고려(高麗)·조선(李朝) 때 국가에 공(功)을 세운 왕족과 관리(官吏)에게 주는 토지(土地). 토지의 수조권(收租權)을 개인(個人)에게 이양한 것으로 일대한(一代限)과 삼대세습(三代世襲)의 두 종류가 있다.
  - 사패(賜牌)에 가전영세(可傳永世)의 명문(明文)이 있는 것은 삼대세습(三代世襲)을 허락(許諾)한 것이고,
  - 이러한 명문(明文)이 없으면 일대한(一代限)으로 국가(國家)가 환수(還收)키로 한 것이나, 환수하지 않고 대대로 영세사유화(永世私有化)가 됐다.

선조대왕(宣祖) 이후에는 사패기록(賜牌記錄)만 주고 실제(實際)로 토지는 사급(賜給:지급)하지 않았다.
24. ↑  부원군, 왕의 장인이나 1등 공신에게 주어진 칭호.
25. ↑    - 行: 본래 ‘~겸’이라는 뜻으로 여기에서는 ‘영의정 겸 평난공신숭록대부’의 의미이다.
26. ↑    - 후손들은 정치적으로 남인(南人)계열이며, 정치, 의료, 항일(독립) 등의 분야에서 훌륭한 업적을 남겼다.
27. ↑    - 황해북도 금천군(金川) 민충사(愍忠祠) 배향. 황해도 좌방어사는 청흥군 이중로(李重老)
28. ↑    - 남인(南人)으로 전성군의 손자이며 이방익의 세째 아들이다.
29. ↑    - 연려실기술(이긍익) 권 34 (숙종조 고사본말: 임술삼고변지옥: "임술년 역변을 고한 세 가지의 옥사와 노,소론의 분열")
30. ↑    - 아방(兒房): 예전에, 대궐 안의 장신(將臣, 장수와 관료)이 때때로 묵는 곳을 이르던 말.
31. ↑    - 밀계(密啓): 임금에게 아뢰는 일 또는 글.